# Nakręcana dziewczyna
Nakręcana dziewczyna (tyt. oryg. The Windup Girl) – wydana w 2009 r. powieść fantastyczna autorstwa Paolo Bacigalupiego sytuująca się na pograniczu fantastyki ekologicznej i biopunka. Nagrodzona w 2010 Hugo, Nebulą, a także nagrodami Comptona Crooka, Campbella i Locusa dla najlepszej debiutanckiej powieści, a także Nagrodę im. Kurda Lasswitza w 2012.
Po polsku wydana przez Wydawnictwo Mag w 2011 w serii Uczta Wyobraźni, w jednym tomie ze zbiorem opowiadań Pompa numer sześć (ISBN 978-83-7480-193-5), w tłumaczeniu Wojciecha Próchniewicza. W 2013 wydana samodzielnie, również przez MAG.
W świecie przedstawionym w Nakręcanej dziewczynie rozgrywa się też akcja opowiadań opublikowanych w polskim tłumaczeniu w wydaniu z Pompą numer sześć: Człowiek z żółtą kartą oraz Kaloriarz. 

## Streszczenie
Akcja powieści rozgrywa się w niedalekiej przyszłości w Bangkoku. Globalne ocieplenie doprowadziło do znaczącego podniesienia poziomów oceanów. Nieprzemyślane albo wprost agresywne modyfikacje genetyczne zwierząt i roślin doprowadziły do zniszczenia wielu ekosystemów. Po świecie wciąż krążą choroby, które w błyskawicznym tempie niszczą uprawy i hodowle. W większości świata jedynym sposobem uprawiania żywności jest więc korzystanie z jałowych nasion dostarczanych przez korporacje biotechnologiczne – tylko one są  odporne na zarazy.
Jednocześnie, w związku z kryzysem klimatycznym, bardzo ogranicza się emisję gazów cieplarnianych – transport odbywa się drogą morską albo sterowcami, które napędza się za pomocą wysokoenergetycznych sprężyn, które z kolei nakręca się na kieratach, w które zaprzęgane są m.in. megadonty – wielkie genetycznie modyfikowane zwierzęta podobne do mamutów.
Królestwo Tajlandii, dzięki izolacjonistycznej polityce, zdołało przetrwać globalne kataklizmy i zyskać na znaczeniu. Zachowało też swój bank nasion, który czyni ją w znacznym stopniu niezależną od międzynarodowych korporacji biotechnologicznych.
Głównych bohaterów jest czworo.
1. Anderson Lake to wysłannik AgriGenu – jednej z korporacji biotechnologicznych. Prowadzi w Tajlandii fabrykę sprężyn nakręcanych przez megadonty, ale w sekrecie stara się pozyskać dla swojego pracodawcy innowacje genetyczne wytwarzane w Tajlandii oraz dotrzeć do tajskiego banku nasion, dzięki któremu królestwu udało się znacząco ograniczyć wpływy korporacji agrotechnicznych.
2. Hock Seng jest menedżerem fabryki Lake'a. To jeden z licznych uciekinierów z Malezji, w której miała miejsce masowa czystka tamtejszych Chińczyków. Seng był wcześniej odnoszącym sukcesy biznesmenem, teraz stara się odzyskać swój dawny status. Pracuje dla Lake'a, ale w sekrecie planuje wykradnięcie mu sekretów firmy i sprzedanie ich na czarnym rynku.
3. Tytułowa bohaterka, Emiko, to japońska "nakręcanka" – genetycznie modyfikowana kobieta. Pierwotnie była asystentką i seksualną niewolnicą japońskiego przedstawiciela korporacji na Tajlandii. Jej właściciel, wyjeżdżając, zostawił ją w Tajlandii, gdzie "nakręcanki" są nielegalne i prześladowane, dlatego Emiko pracuje jako uczestniczka brutalnych pokazów przemocy seksualnej, w zamian zarabiając na bardzo ubogie przetrwanie i ochronę przed schwytaniem przez służby i skompostowaniem.
4. Jaidee Rojjanasukchai to jeden z dowódców "białych koszul" – zbrojnego ramienia Ministerstwa Środowiska, które zajmuje się zwalczaniem nielegalnego importu towarów, wykorzystywania nielegalnych źródeł energii i ochroną tajskich ekosystemów przed groźnymi chorobami czy szkodnikami. W dalszej części akcji powieści na znaczeniu zyskuje była podwładna Jaidee'ego, Kanya.

Jaidee podczas jednej z operacji niszczy duży ładunek kontrabandy, która miała trafić do zagranicznych biznesmenów w Tajlandii. W odpowiedzi Anderson Lake i inni "farangowie" (taj. obcokrajowcy) naciskają na ministra handlu, by powstrzymał gorliwego i nieprzekupnego Jaidee'ego od tak zdecydowanych działań. Żona Jaidee'ego zostaje porwana, a on sam zgadza się, w zamian za jej uwolnienie, ustąpić i poddać się karze pokuty w zakonie. Kiedy orientuje się, że jego żona prawdopodobnie została zamordowana, ucieka z zakonu i stara się zamordować ministra handlu Akkarata. Zostaje jednak powstrzymany i zabity. W efekcie staje się męczennikiem "białych koszul" i w mieście dochodzi do zamieszek.
W fabryce Lake'a, w której do przygotowywania sprężyn do magazynowania ogromnych ilości energii używa się substancji pochodzenia roślinnego, rozwija się zaraza. Hock Seng starannie pozbywa się ciał pierwszych ofiar, a sam stara się ukryć.
Lake stara się wejść w sojusz z ministerm handlu. W zamian za dostęp do banku nasion oferuje mu pomoc w pokonaniu ministra środowiska.
W tym czasie Emiko morduje gości klubu, którzy byli wobec niej wyjątkowo brutalni. Okazuje się, że jej modyfikacje obejmują przystosowanie do walki, a także że wśród zamordowanych przez nią mężczyzn jest Somdet Chaopraya – regent młodej tajskiej królowej.
W rezultacie jego śmierci dochodzi do otwartej wojny między ministerstwem handlu i ministerstwem środowiska. Zwycięża minister środowiska Akkarat. W rezultacie państwo po czasach izolacji ma otworzyć się na korporacje biotechnologiczne. Jednak Kanya, którą Akkarat wyznaczył na nową ministrę środowiska, buntuje się i doprowadza do powstania, w wyniku którego zniszczone zostają instalacje chroniące Bangkok przed zalaniem przez oceany.
W finale na ruinach zalanego miasta Emiko spotyka Gibbonsa – jednego z genialnych inżynierów genetycznych – który obiecuje, że użyje genów Emiko do stworzenia nowej rasy płodnych Nowych Ludzi, którzy będą mogli żyć w zrujnowanym świecie.